# Onjo

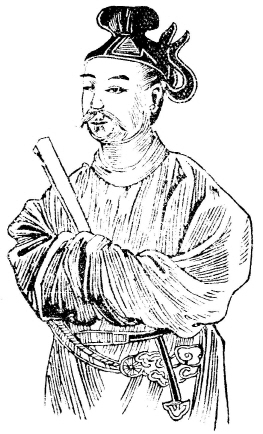
Porträt Onjos

Onjo (* 1. Jahrhundert v. Chr.; † 28) war der Gründer von Baekje (百濟), einem der Drei Reiche von Korea. Er regierte von 18 v. Chr. bis 28. Nach den Samguk Sagi (三國史記) ist er der Vorfahre aller weiteren Könige von Baekje.

## Abstammung
Es gibt ein paar Theorien und Legenden über die Abstammung von Onjo. Eine davon lautet, dass er der dritte Sohn von Dongmyeong (Jumong), dem Gründer des nördlichen, koreanischen Königreiches Goguryeo ist. Somit war er der jüngere Bruder von Yuri von Goguryeo, welcher der zweite König von Goguryeo wurde. Biryu war ein weiterer älterer, Bruder, welcher einen kleinen Staat in Michuhol (auf dem Gebiet des heutigen Incheon) gründete.
Eine weitere Theorie besagt, dass er der Sohn von Wutae war, dem ersten Ehemann seiner Mutter. Eine dritte Legende besagt, dass Biryu der erste Sohn seiner Mutter mit Wutae war, jedoch Onjo erst nach der zweiten Heirat mit König Dongmyeong geboren wurde.

## Gründung und Expansion von Baekje
Dongmyeong hatte drei Söhne: Yuri, Biryu und Onjo. Als Yuri, geboren von Dongmyeong's vorheriger Frau im Königreich Ost-Buyeo (동부여 Dong-buyeo), Thronfolger in Goguryeo wurde, zogen Biryu and Onjo in den Süden um ihre eigenen Königreiche zu gründen. Nach den Samguk Yusa, hat Biryu bei Michuhol (彌鄒忽), nahe dem heutigen Incheon, sein Königreich gegründet. Onjo hingegen gründete sein Reich Sipje (十濟) vermutlich zuerst nördlich des Hangang auf dem Gebiet des heutigen Seoul, bevor er dessen Hauptstadt südlich des Hangang verlegte. Der Name der ersten Hauptstadt lautete Habuk Wiryeseong (kor. für Wiryeseong = „Nördlich-des-Flusses“) und nach der Verlegung Hanam Wiryeseong (kor. für Wiryeseong „Südlich-des-Flusses“). Biryu hatte inzwischen erkannt, dass sein Land zu unfruchtbar und zu salzig war. Deshalb zogen er und seine Leute zu Onjo nach Hanam Wiryeseong. Dort verlangte Biryu die Herrschaft über Sipje zu übernehmen und als dies ihm nicht gewährt wurde, zog er gegen Onjo. Dieser besiegte die Truppen seines Bruders, woraufhin Biryu sich das Leben nahm und seine Leute sich Onjo anschlossen. Das Reich war von nun an unter dem Namen Baekje bekannt.
In den Jahren 8 und 3 v. Chr. griffen die Malgal aus dem Norden an. Beide Male hat Onjo seine Armeen selbst geführt und die Invasoren besiegt. Die Verschiebung der Hauptstadt südlich des Hangang wurde 5 v. Chr. aufgrund der Aggression der Malgal getätigt, da der neuen Ort einfach zu verteidigen war. Diese Aktion hat er über einen Boten an die Mahan, einem losen Staatenbund dem Baekje angehörte, mitgeteilt.
Zu dieser Zeit hatte Onjo bereits Pläne Gebiete von Mahan zu erobern. Im Jahr 7 n. Chr. bereitete er seine Armeen vor um dann während 8 n. Chr. anzugreifen. Zuerst übertrat er heimlich mit seinen Armeen die Grenze unter dem Vorwand in den Wäldern zu jagen. Innerhalb kurzer Zeit war ein großer Teil von Mahan bis auf zwei Befestigungen erobert. Die Bewohner der letzten beiden Festungen ergaben sich und wurden von Onjo verschont. Der König der eroberten Gebiete nahm sich das Leben, hinterließ Onjo aber einen Brief, in dem er ihn darum bat, sein Volk mit Freundlichkeit und Gnade aufzunehmen. Onjo respektierte diesen letzten Wunsch und befolgte ihn.
Baekje expandierte somit zu einem größeren Reich, woraufhin jedes Jahr mehrere Festungen gebaut wurden. Acht Jahre lang herrschte Frieden, bevor 16 n. Chr. ein ehemaliger General aus einem eroberten Gebiet eine Rebellion startete. Onjo unterdrückte die Rebellion, in dem er selbst eine Armee von 5000 Mann führte. Bald darauf griffen die Malgal-Stämme im Jahre 22 n. Chr. erneut an, wurden aber wiederum von Onjo und seiner Armee geschlagen.

## Tod und Vermächtnis
Onjo starb an einer natürlichen Ursache im Frühling des Jahres 28 n. Chr. als er bereits 46 Jahre herrschte. Sein Nachfolger wurde Daru, sein ältester Sohn. Onjo schuf die Voraussetzungen für eine mächtige Dynastie, welche 678 Jahre existieren würde und 31 Herrscher hervorbringt.